# Gouvernement Badoglio II
Royaume d'Italie 
 Période constitutionnelle transitoire
Badoglio I Bonomi II
Le gouvernement Badoglio II (Governo Badoglio II, en italien) est le gouvernement du royaume d'Italie entre le 17 avril 1944 et le 18 juin 1944, durant la XXXe législature.
Le gouvernement était composé de la Démocratie chrétienne, du Parti communiste italien, du Parti socialiste italien d'unité prolétarienne, le Parti libéral italien, le Parti d'action, le Parti démocrate du travail et des indépendants.

## Historique

### Président du conseil des ministres
Pietro Badoglio

### Listes des ministres
D'après Frédéric Attal :
- Ministres sans portefeuille : Benedetto Croce (PLI) ; Carlo Sforza (PdA) ; Giulio Rodino (DC) ; Pietro Mancini (PSIUP) ; Palmiro Togliatti (PCI)
- Affaires étrangères : Pietro Badoglio
- Intérieur : Salvatore Aldisio (DC)
- Afrique italienne : Pietro Badoglio
- Garde des Sceaux : Vincenzo Arangio-Ruiz (PLI)
- Finances : Quinto Quintieri (indépendant)
- Guerre : Taddeo Orlando (indépendant)
- Marine : Raffaele de Courten (indépendant)
- Aéronautique : Renato Sandalli (indépendant)
- Instruction publique : Adolfo Omodeo (PdA)
- Travaux publics : Alberto Tarchiani (PdA)
- Agriculture et Forêts : Fausto Gullo (PCI)
- Communications : Francesco Cerabona (DL)
- Industrie et commerce : Attilo Di Napoli (PSIUP)